# Aleksandra Jarecka
Aleksandra Jarecka, née Zamachowska le 11 octobre 1995, est une escrimeuse polonaise, spécialiste de l'épée.

## Palmarès
- Jeux olympiques
  -  Médaille de bronze par équipes aux Jeux olympiques de 2024 à Paris

- Championnats d'Europe
  -  Médaille d'argent par équipes aux championnats d'Europe 2018 à Novi Sad

- Universiade
  -  Médaille d'or  à l'Universiade 2017 à Taipei

### Championnats de Pologne
- en individuel
  -  Championne nationale en 2017
  -  Médaillée d'argent en 2016
- par équipe
  -  Médaillée d'argent en 2014
  -  Médaillée d'argent en 2013
  -  Médaillée de bronze en 2017